# Gradini Conte di Mola
Chi mme piglia pe' francesa

chi mme piglia pe' spagnola

ma so' nata 'o conte 'e Mola

e metto 'a coppa a chi vogl'i
Chi mi prende per francese,

chi mi prende per spagnola,

ma sono nata al conte di Mola

e mi metto al di sopra di chi voglio io
(Lily Kangy, scritta da Giovanni Capurro e Salvatore Gambardella)
(Eduardo De Filippo nella commedia Napoli milionaria!)
I gradini Conte di Mola sono una scalinata che si trova in un angolo di piazzetta Duca d'Aosta a Napoli.
Questa scalinata, passando per via Speranzella, conduce al vico Conte di Mola (che prende il nome da Simone Vaaz, conte di Mola e dal 1614 presidente della Regia Camera della Sommaria, il quale fece costruire la propria residenza nell'attuale palazzo Berio). Tale vico è famoso per essere stato citato nella canzone classica napoletana Lilì Kangy, scritta da Capurro e Gambardella nei primi decenni del Novecento.
La canzone è il simbolo delle "sciantose", la versione napoletana delle chanteuse francesi che ballavano al Moulin Rouge di Parigi.
Si esibivano al caffè Margherita non distante da piazza Augusteo, situato al di sotto della galleria Umberto I.
Il vico Conte di Mola viene inoltre nominata nella commedia Napoli milionaria di Eduardo De Filippo.